# Archäologisches Nationalmuseum Venosa

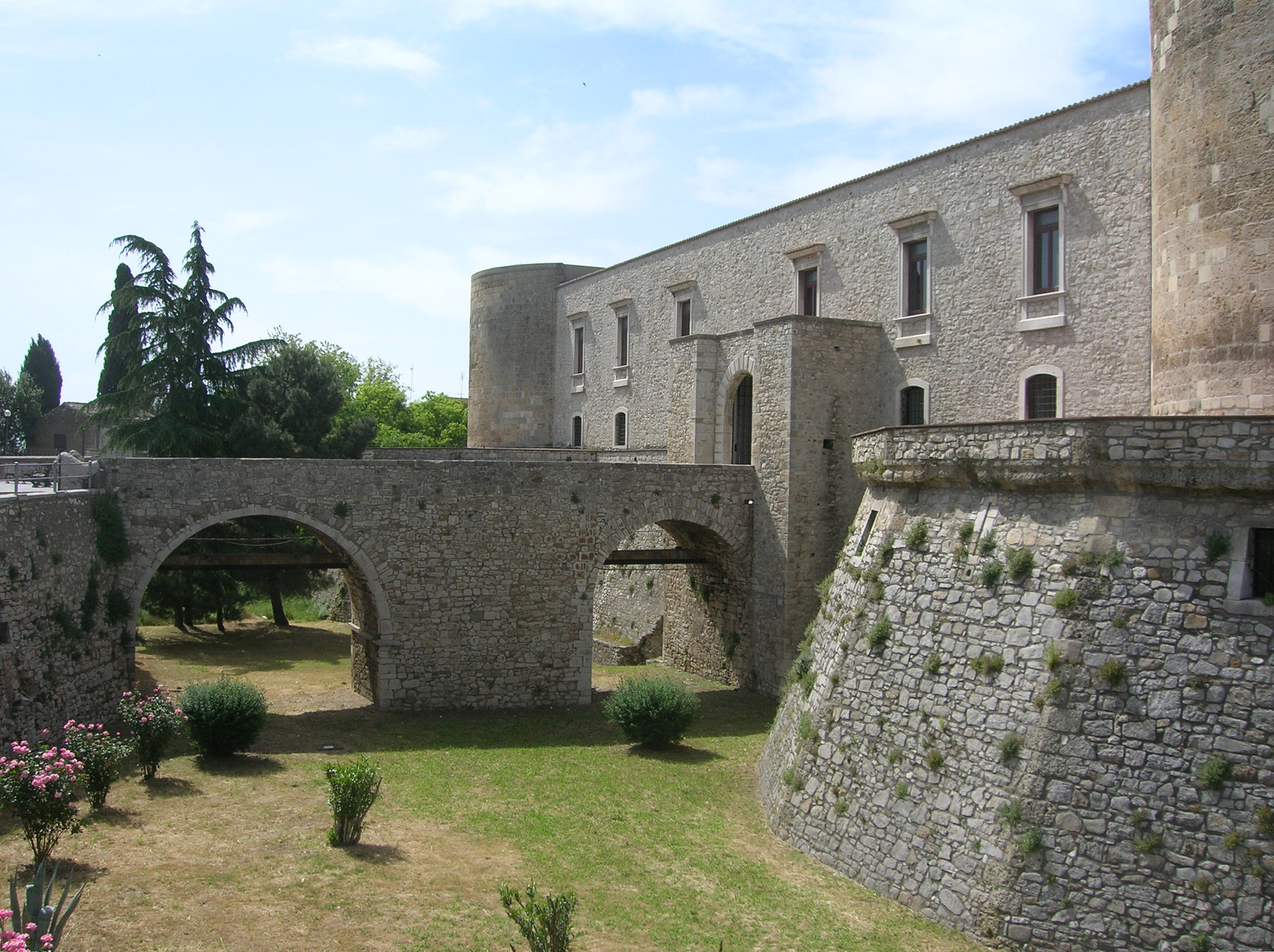
Teilansicht des Kastells von 1470

Das Archäologische Nationalmuseum Venosa (Museo archeologico nazionale di Venosa) ist ein im November 1991 eröffnetes Museum im süditalienischen Venosa (in der Provinz Potenza, Basilikata), das neben den antiken Fundstücken der bis in oskische Zeit zurückreichenden Stadt, Artefakte der jüdischen Gemeinde, dazu die mehr als 600.000 Jahre alten Überreste der Fundstätte Notarchirico birgt, sowie den ältesten Oberschenkelknochen eines Homo erectus in Europa. Es befindet sich im aragonesischen Kastell von Venosa, das 1470 entstand. Seit 2014 wird es von den Musei nazionali italiani geführt.

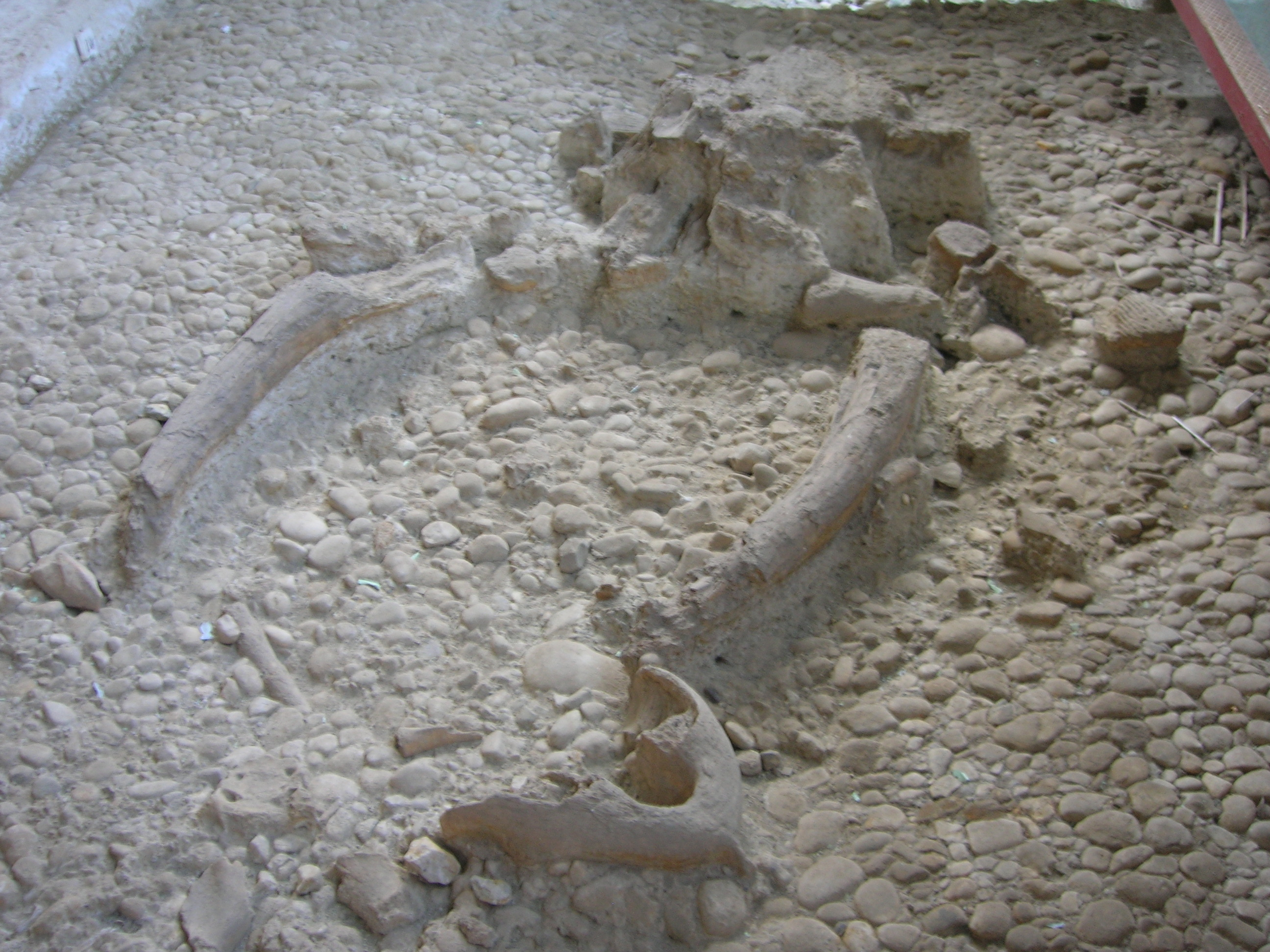
Überreste eines Elefanten aus Notarchirico

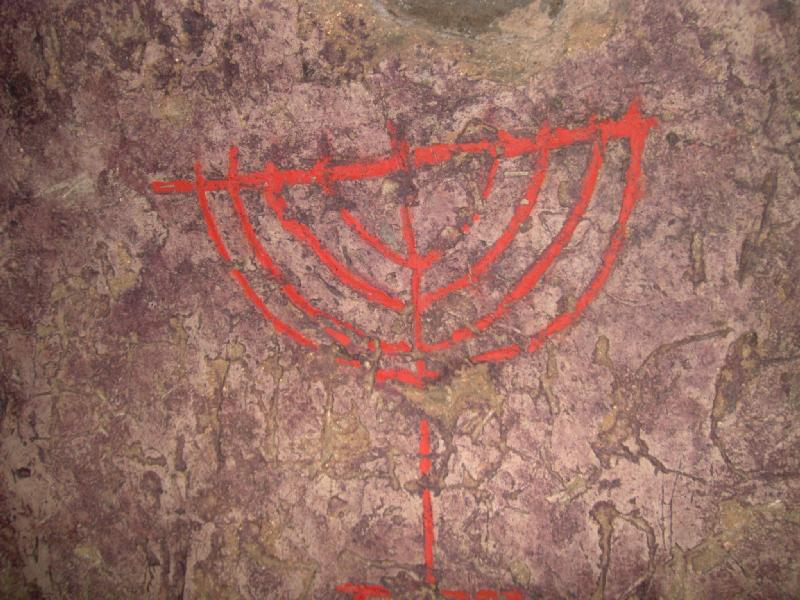
Jüdische Symbolik aus einer Katakombe: Chanukkia

Die fünf Sektionen des Hauses umfassen die vorrömische Epoche vom 4. Jahrhundert bis 291 v. Chr., die Zeit der Romanisierung, dann die Zeit der Republik bis Augustus, die Kaiserzeit und die spätrömisch-frühmittelalterliche Zeit. Zahlreiche römische, aber auch oskische Inschriften aus dem nahegelegenen Bantia (Banzi) und von Forentum (Lavello) entstanden im 1. Jahrhundert v. Chr. Auch bezeugen Inschriften und Arkosolii die Existenz einer jüdischen Gemeinde zwischen dem 4. und dem 9. Jahrhundert, die ihre Toten in Katakomben beisetzte, die an christliche Katakomben angrenzten.
Hervorzuhebende Stücke sind der Askos Catarinella mit der Darstellung eines Trauerzuges (Ende 4./Anfang 3. Jahrhundert v. Chr.) und die berühmte Lex Osca Tabulae Bantinae, mit oskischen Rechtstexten auf Vorder- und Rückseite, die 1967 bei Oppido Lucano entdeckt wurde. Der Text entstand wohl im Jahr 89 v. Chr.